# Ecuación de Wheeler-DeWitt
La Ecuación de Wheeler-DeWitt, propuesta por Bryce DeWitt en 1967 y popularizada junto con John Archibald Wheeler a finales de la década de 1960, es la ecuación de Schrödinger aplicada al universo entero. Esta ecuación describe una función de onda del universo que debería satisfacer cualquier teoría cuántica de la gravedad, la cual es en realidad un funcional (función de funciones) que especifica la geometría del universo en cada punto del espacio tridimensional. Un ejemplo de tal función de onda es el estado de Hartle-Hawking.
Las matemáticas se hacen tremendamente complejas, por lo que es más sencillo elaborar un modelo de un universo descrito por las ecuaciones de Friedmann, que representa la geometría del universo con un solo parámetro: el parámetro de expansión o factor de escala. 

## Motivación y antecedentes
La ecuación de Wheeler-DeWitt puede ser derivada desde una integral de caminos utilizando la acción gravitacional
{\displaystyle \Psi [g_{\mu \nu },\phi ]=\int \limits _{C}d[g_{\mu \nu }]d[\phi ]e^{-I[g_{\mu \nu },\phi ]}}
donde se integra más de una clase de métrica-4 y campos de materia que coincidan con ciertas condiciones de contorno.

## Formalismo matemático
La ecuación de Wheeler-DeWitt se escribe sencillamente como sigue:
{\displaystyle H|\psi \rangle =0}
donde {\displaystyle H} es la restricción hamiltoniana de la  relatividad general cuantizada.